# 富爾頓漢 (紐約州)
富爾頓漢（英語：Fultonham）是位於美國紐約州斯科哈里縣的非建制地區。

## 歷史
富爾頓漢的郵局自1828年營運至今。

## 地理
富爾頓漢所處的海拔為高於海平面215米（即705英呎），而該地所採用的時區為UTC-5，即北美东部时区（EST）。同時該地設有夏令時間，為UTC-5調快一小時，即UTC-4（EDT）。